# Marquesado das Minas
El título de Marqués das Minas era un título nobiliario en Portugal. Fue inicialmente prometido, mediante patente expedida por el rey Felipe II de Portugal el 2 de enero de 1608, a Francisco de Sousa, hijo del Conde del Prado Pedro de Sousa, y séptimo Gobernador General de Brasil de 1592 a 1602. Francisco fue enviado nuevamente al Brasil como gobernador en 1609, pero murió en 1611, sin haber cumplido el nuevo mandato para el que había sido designado, y por tanto sin haberle concedido el título.
El título acabó siendo atribuido únicamente a su nieto homónimo, Francisco de Sousa, el primer marqués das Minas recibió el título que había prometido a su abuelo por carta de Alfonso VI de Portugal del 7 de enero de 1670, después de haberse distinguido en la Guerra de Restauración (1640-1668) y luego como embajador en Roma en 1669. Posteriormente, Francisco de Sousa heredó también el título de Conde do Prado, que había sido atribuido en 1525 a su antepasado, siendo III conde do Prado, además del I marqués das Minas. Al ser absorbido por el marquesado, el título condal fue posteriormente utilizado por los hijos primogénitos de los marqueses en vida como título de cortesía, como era costumbre.
El primer marqués, además de su papel en las campañas de Aclamación, también desempeñó un importante papel como diplomático después de la guerra. Pero fue su hijo, António Luís de Sousa, II marqués das Minas, el miembro más famoso de la Casa, gracias a su papel en la Guerra de Sucesión Española (1701-1714).
La genealogía de este linaje es bien conocida, son los Sousa conocidos como "Chichorros" o "do Prado", descendientes ilegítimos de Alfonso III de Portugal con la famosa Madragana, de quien el primer marqués fue el descendiente. En la época de los primeros marqueses, por ejemplo, los condes de Redondo también eran Sousa Chichorro. La Casa fue descrita por António Caetano de Sousa en "Memorias Históricas e Genealógicas dos Grandes de Portugal" (1755), y sus armas también se pueden ver, por ejemplo, en el armorial "Tesouro de Nobreza" (1675), en la página titulada "ARMAS DOS DVQVES Y MARQVEZES DE PORTVGAL" (página 23). Anselmo Braamcamp Freire en "Brasões da Sala de Sintra" dedica el Capítulo IX del Vol. I de la obra a los Sousa.
Cabe señalar que tras la muerte del último poseedor en 1827, los títulos serían concedidos nuevamente en 1842 a una rama lejana del linaje, que no se comparaba en importancia con los poseedores de los siglos XVII y XVIII.

## Titulares
1. Francisco de Sousa (1610-1674), I marqués das Minas y III conde do Prado.
2. António Luís de Sousa (1644-1721), II marqués das Minas y IV conde do Prado.
  1. Francisco de Sousa (1665-1687), V conde do Prado; hijo del anterior. Sin descendencia.
3. João de Sousa (1666-1722), III marqués das Minas y VI conde do Prado; hermano del anterior.
4. António Caetano Luís de Sousa (1690-1757), IV marqués das Minas y VII conde do Prado.
  1. João de Sousa (1713-1745), hijo del anterior. Casó en 1739 con una hija del IV conde de Sarzedas, y en segundas nupcias en 1744 con una hija del IV marqués de Alegrete. No ostentó ningún título.
5. Maria Francisca de Sousa (1745-1787), V marquesa das Minas y VIII condesa do Prado; hija póstuma del anterior. Casó en 1760 con Lourenço de Lancastre y Noronha, nieto del IV conde dos Arcos y  VIII conde do Prado y V marqués das Minas por casamiento.
6. Francisco Benedito de Sousa Lancastre y Noronha (1780-1796), VI marqués das Minas y IX conde do Prado.
7. João Francisco Benedito de Sousa Lancastre y Noronha (1782-1810), VII marqués das Minas y X conde do Prado, y Gobernador del Reino 1808-1810; hermano del anterior.
8. Joana Bernarda de Sousa Lencastre y Noronha (f. 1827), XI condesa do Prado y VIII marquesa das Minas; hermana de los anteriores.

### Titulares (1842)

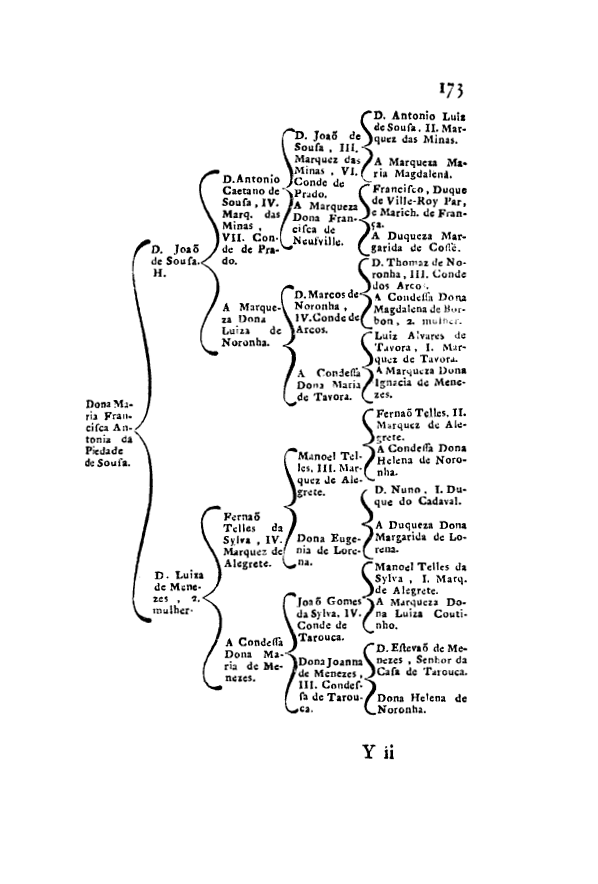
Linaje de la marquesa das Minas, en la obra de António Caetano de Sousa.

Después de las Guerras Liberales (1828-1834) y la caída del Antiguo Régimen en Portugal, y toda la crisis que esta época trajo a la antigua alta nobleza portuguesa, los títulos de la Casa serían renovados el 15 de enero de 1842 en descendientes de Luísa Francisca Antónia da Silveira, hija de Luísa Bernarda de Lima, hija del III conde do Prado y I marqués das Minas.
Los últimos Condes del Prado fueron:
1. Nuno Maria da Silveira e Lorena (*1843), XII conde do Prado; hijo primogénito de Brás Maria da Silveira e Lorena, IX marqués das Minas en 1842. Sin descendencia.
2. Pedro Maria da Silveira e Lorena (1846-1870), XIII conde do Prado y X marqués das Minas; segundo hijo del anterior. Sin descendencia.
3. Alexandre Maria da Silveira e Lorena (1847-1903), XI marqués das Minas y XIV conde do Prado ; hermano del anterior. Su hija, Isabel da Silveira e Lorena (*1878), quien a su vez tuvo cinco hijos, pero ninguno de ellos dejó descendencia.